# Liste der Monuments historiques in Ostwald
Die Liste der Monuments historiques in Ostwald führt die Monuments historiques in der französischen Gemeinde Ostwald auf.

## Liste der Objekte
| Bezeichnung                                         | Beschreibung                                       | Standort                                 | Kennzeichnung | Schutzstatus | Datum | Bild |
| --------------------------------------------------- | -------------------------------------------------- | ---------------------------------------- | ------------- | ------------ | ----- | ---- |
| Kirchenfenster Waltherus Darenheim (Stifterfenster) | zweite Hälfte des 13. Jahrhunderts, modern ergänzt | in der Friedhofskapelle St-Oswald (Lage) | PM67000484    | Classé       | 1977  |      |
| Kirchenfenster Heiliger Oswald                      | zweite Hälfte des 13. Jahrhunderts, modern ergänzt | in der Friedhofskapelle St-Oswald (Lage) | PM67000213    | Classé       | 1977  |      |
| Kirchenfenster Madonna und Christus                 | Ende des 13. Jahrhunderts, modern ergänzt          | in der Friedhofskapelle St-Oswald (Lage) | PM67000640    | Classé       | 1977  |      |